# Virgilia divaricata
Virgilia divaricata és una espècie d'arbre petit perenne de la família de les lleguminoses. Són originaris de Sud-àfrica i es distribueixen per una petita i estreta franja al llarg de la costa sud-est. Els jardiners no han de dubtar en plantar-ne en jardins i parcs, ja que es tracta d'un arbre bell, de port atractiu i de ràpid creixement. És molt similar a Virgilia oroboides i sovint es confonen entre si. Tots dos són petits arbres de mida mitjana, amb un hàbitat espès, arrodonit i de creixement ràpid quan són joves i amb branques que creixen arran de terra. També són de vida curta relativa, la seva esperança de vida mitjana és de 12 a 20 anys. El seu nom comú africà "keurboom" està inspirat en la bellesa d'aquests arbres i significa "l'elecció de tots els arbres", de keur vol dir elecció i boom, arbre. El nom genèric Virgilia es va posar en honor de Virgili, un notable poeta romà. L'epítet específic divaricata significa divergent, i fa referència a les branques que s'estenen àmpliament

## Morfologia
És un arbre petit que pot aconseguir fins a 1,3 metres d'alçada en un any i pot arribar a la seva alçada completa en només pocs anys, però poques vegades supera els 10 metres d'alçada encara que V. oroboides pot arribar fins a 15 metres. L'escorça és de color gris platejat i suau en els arbres joves, a mesura que l'arbre es fa gran l'escorça es torna gris i aspre. El tronc pot créixer fins a 600 mm de diàmetre.
Les fulles Són compostes i pinnades en les dues espècies. V. divaricata té 5-9 parells de folíols més 1 de terminal, mentre que V. oroboides té 6-12 parells de folíols més el folíol terminal. Els folíols tenen vores senceres i les estípules cauen d'hora i són més petits i de color verd grisenc i estan densament cobertes de pèls vellutats, mentre que les de V. divaricata són verdes i gairebé sense pèl.
Les flors són pentàmeres, és a dir, amb cinc pètals de color blanc cremós i són oloroses, són bisexuals o hermafrodites, presenten tant gineceu com androceu, és a dir, tots dos sexes en una mateixa flor. Els fruits són càpsules carnoses dehiscents, vermelloses que es van enfosquint a negre a mesura que van madurant.

## Ecologia
Creix per sota de 1.200 m però des de les muntanyes de Klein Swartberg a George prop de Port Elizabeth al Cap Oriental. Totes dues tenen lloc en els marges dels boscos, el més sovint al costat de rierols o riberes dels rius, sinó també en els vessants i matolls. Es troba en abundància en l'àrea de Knysna i Plettenberg Bay, particularment al llarg del riu Keurbooms, que pren el seu nom d'aquest arbre. Han estat cultivats a Anglaterra, Austràlia i EUA.